# Анкилкур ле Сар
Анкилкур ле Сар (фр. Anguilcourt-le-Sart) насеље је и општина у североисточној Француској у региону Пикардија, у департману Ен (Пикардија) која припада префектури Лаон.
По подацима из 2011. године у општини је живело 298 становника, а густина насељености је износила 32,6 становника/km². Општина се простире на површини од 9,14 km². Налази се на средњој надморској висини од 56 метара (максималној 111 m, а минималној 50 m).

## Демографија
| 1962. | 1968. | 1975. | 1982. | 1990. | 1999. | 2011. |
| ----- | ----- | ----- | ----- | ----- | ----- | ----- |
| 346   | 343   | 295   | 299   | 278   | 268   | 298   |

График промене броја становника у току последњих година